# 4874 Burke
4874 Burke eller 1991 AW är en asteroid i huvudbältet som upptäcktes 12 januari 1991 av den amerikanske astronomen Eleanor F. Helin vid Palomar-observatoriet. Den är uppkallad efter James D. Burke.
Asteroiden har en diameter på ungefär 9 kilometer och den tillhör asteroidgruppen Eunomia.